# Strymon bazochii
Strymon bazochii là một loài bướm ngày thuộc họ Bướm xanh. Loài này được tìm thấy ở Paraguay, phía bắc Trung Mỹ, West Indies và México tới nam Texas. Chúng được du nhập vào Hawaii năm 1902 để kiểm soát các loài Lantana, nhưng đã không thành công.

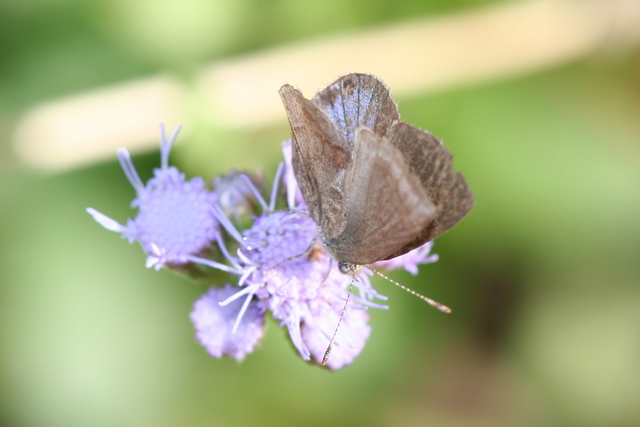

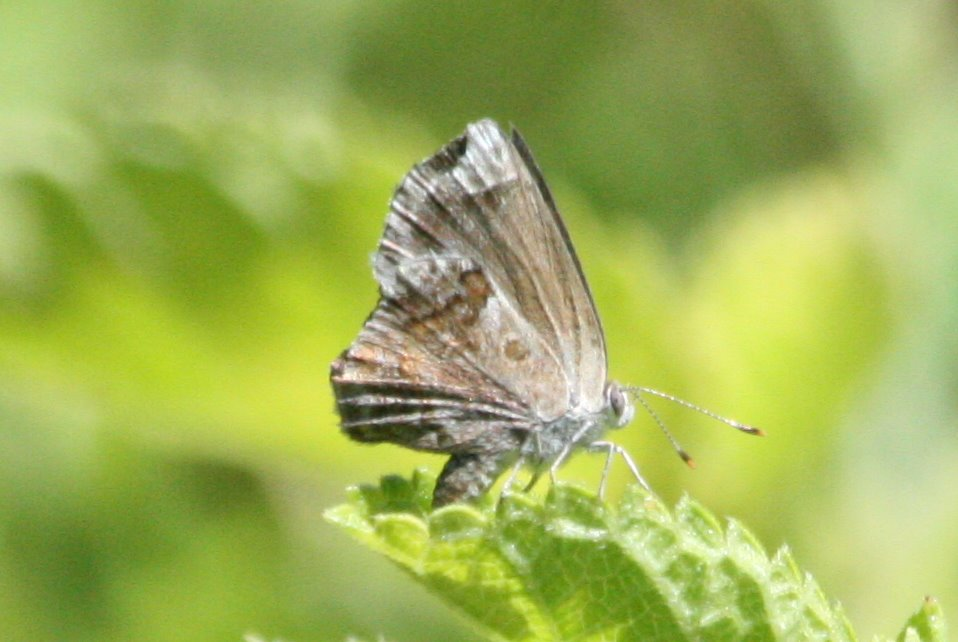

Sải cánh dài 22–25 mm. Con trưởng thành bay từ tháng 5 đến tháng 12. Mỗi năm có từ 2 đến 3 thế hệ.
Ấu trùng ăn Lippia alba và Lippia graveolens ở Texas. Ở Hawaii, chúng ăn Lantana và lá basils. Bướm trưởng thành hút mật từ nhiều loài hoa bao gồm Bidens alba, Lantana và Stachytarpheta jamaicensis.

## Hình ảnh

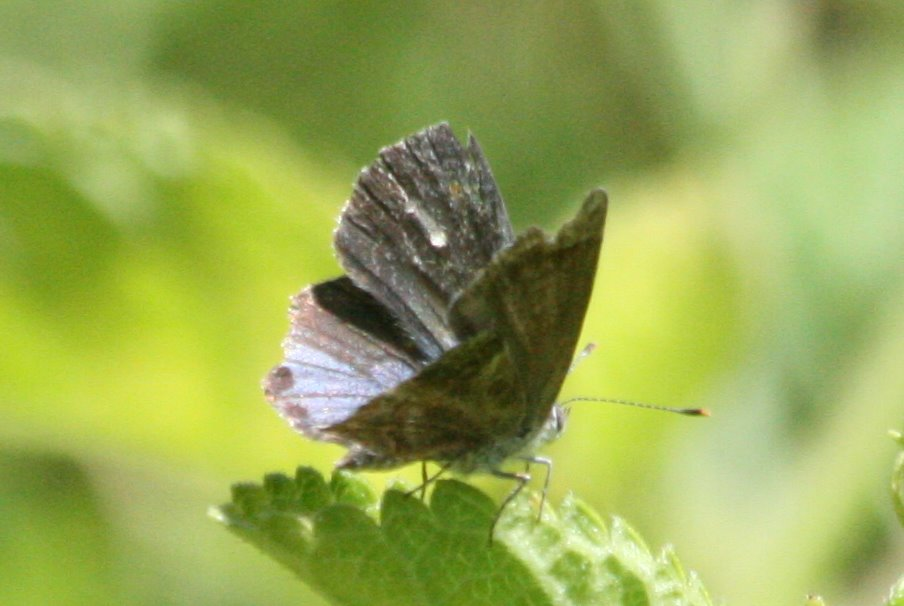
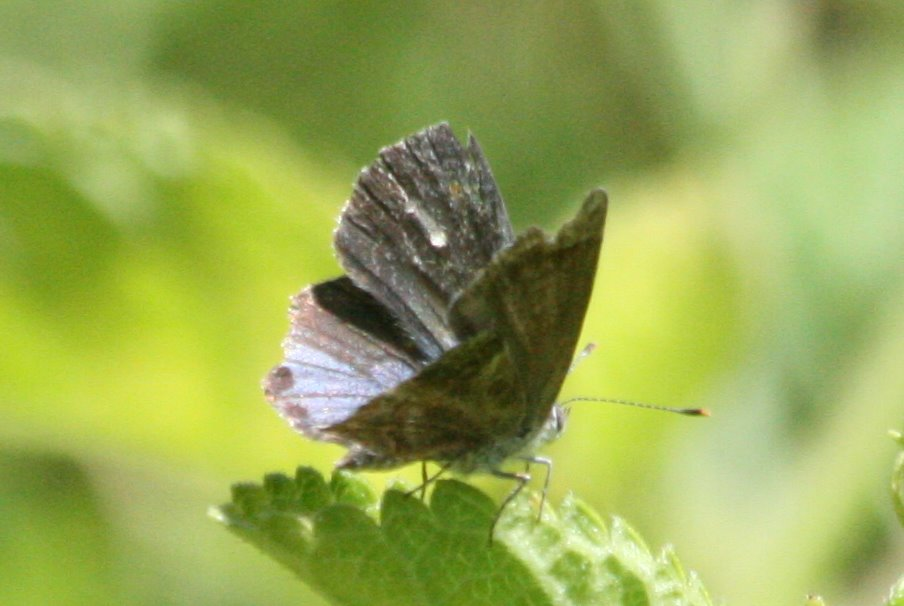